# Corrupção em Serra Leoa
A corrupção em Serra Leoa é endêmica. Serra Leoa é amplamente considerada uma das nações mais politicamente e economicamente corruptas do mundo, e os rankings internacionais refletem essa percepção. O Índice de Percepção da Corrupção de 2024 da Transparency International atribuiu a Serra Leoa uma pontuação de 33 numa escala de 0 ("altamente corrupto") a 100 ("muito limpo"). Quando classificada por pontuação, Serra Leoa ficou na 114ª posição entre os 180 países incluídos no índice, onde o país classificado em primeiro lugar é percebido como tendo o setor público mais honesto.
Para comparação com as pontuações regionais, a média entre os países da África Subsaariana foi 33. A melhor pontuação na África Subsaariana foi 72 e a pior foi 8.
Para comparação com as pontuações globais, a melhor pontuação foi 90 (1º lugar), a média foi 43 e a pior foi 8 (180º lugar).
O Global Competitiveness Report de 2018 classificou Serra Leoa em 109º lugar entre 140 países no quesito Incidência de Corrupção, sendo que o país na 140ª posição apresentava a maior incidência.
A corrupção é predominante em muitos aspectos da sociedade em Serra Leoa, especialmente após a Guerra Civil de Serra Leoa. O comércio ilícito de diamantes de sangue financiou as forças rebeldes da Frente Revolucionária Unida (RUF) durante a guerra civil, levando a combates entre o Exército da República de Serra Leoa e a RUF pelo controle das minas de diamantes.
A corrupção generalizada no setor de saúde tem limitado o acesso a cuidados médicos, sendo comum que profissionais da saúde dependam do recebimento de propinas para complementar seus baixos salários.

## História
Serra Leoa enfrenta problemas com a corrupção desde sua independência do Reino Unido, em 1961. O Congresso de Todo o Povo (APC), que esteve no poder de 1968 a 1992, foi marcado por altos níveis de corrupção e envolvimento em inúmeros escândalos, incluindo desvio de verbas públicas e a criação de um sistema de clientelismo para manter-se no poder. Sob a liderança do presidente Siaka Stevens, altos funcionários do governo — incluindo o próprio presidente — desviaram grandes quantias do tesouro estatal para enriquecer a si mesmos e a seus aliados.
A corrupção no APC era amplamente conhecida devido à natureza pública e frequente desses escândalos. Essa corrupção generalizada contribuiu para a má governança e para a falta de confiança da população no Estado.
Em 2007, uma auditoria vazada, encomendada pelo então presidente Ernest Bai Koroma, revelou corrupção disseminada em diversos ministérios do governo, incluindo empréstimos suspeitos e o desaparecimento de fundos de ajuda internacional. O relatório identificou a corrupção como um obstáculo significativo ao desenvolvimento de Serra Leoa e recomendou investigações aprofundadas.

## Corrupção na área da saúde
Assim como em outros países da África Ocidental, o acesso aos serviços de saúde em Serra Leoa pode ser difícil e frequentemente exige o pagamento de propinas. Essas propinas, que muitas vezes servem para complementar os baixos salários de funcionários públicos ou profissionais da saúde, também são utilizadas para contornar a burocracia.
Segundo uma pesquisa do Afrobarometer realizada em Serra Leoa em julho de 2018, 50% dos entrevistados relataram ter precisado pagar propina para conseguir atendimento médico. Isso agrava um sistema de saúde que já enfrentava dificuldades para fornecer serviços básicos. A corrupção contribuiu para a disseminação e gravidade do surto de Ebola em Serra Leoa em 2015, ao enfraquecer um sistema de saúde já carente de recursos. Quando a crise começou, o sistema não conseguiu suportar a pressão de um surto de grandes proporções.
O sistema de saúde já havia sido gravemente danificado pela Guerra Civil de Serra Leoa, o que resultou em escassez de profissionais, infraestrutura e equipamentos médicos. A corrupção também afetou iniciativas importantes, como a política de saúde materna gratuita para mulheres no país. Escândalos envolvendo cobranças forçadas de propina e desvio de fundos comprometeram a eficácia do sistema. Após esses escândalos, foram feitas reformas no programa, incluindo a criação de um sistema de rastreamento para a distribuição de medicamentos e medidas de responsabilização no setor da saúde. No entanto, nem todas essas medidas — incluindo os esforços do governo para aumentar os salários dos profissionais de saúde — foram vistas como eficazes, e a prática da propina continua sendo um problema grave.

## Corrupção na extração mineral
Serra Leoa é rica em diamantes, que são vulneráveis à extração ilícita e ao contrabando. Durante a Guerra Civil de Serra Leoa, o grupo rebelde Frente Revolucionária Unida (RUF) utilizou receitas provenientes do comércio ilegal de diamantes para financiar suas operações. As leis e regulamentos de mineração atualmente em vigor não são devidamente aplicados, permitindo que operações de mineração ilegal explorem com sucesso os recursos naturais, incluindo os diamantes.
Em um estudo de 2011, entrevistados relataram a presença de funcionários corruptos responsáveis pela fiscalização das atividades de mineração e pela prevenção do contrabando de diamantes para fora do país. Alegou-se que esses funcionários aceitavam subornos em troca da permissão para que diamantes ilegais fossem contrabandeados para países vizinhos, como Guiné ou Mali, onde recebem certificados falsos indicando que provêm de minas legais.

## Comissão Anticorrupção de Serra Leoa
A Comissão Anticorrupção de Serra Leoa (ACC-SL), comumente conhecida apenas como ACC, é uma agência independente do governo de Serra Leoa responsável por investigar e processar casos de corrupção. A ACC foi criada pela Lei Anticorrupção aprovada pelo Parlamento de Serra Leoa no ano 2000, sob a liderança do então presidente Ahmad Tejan Kabbah.